# Коваленко, Валерия Владимировна
Валерия Владимировна Коваленко (1 июля 1940, пос. Манченки, Харьковский район, Харьковская область, СССР — 4 августа 2010, Орёл, Российская Федерация) — российская актриса, заслуженная артистка РСФСР (1985).

## Биография
В 1964 году окончила отделение актёрского мастерства Харьковского театрального института (педагоги — И. Марьяненко, Т. Ольховский, Е. Бондаренко).
Работала в Харьковском драматическом театре им. Т. Г. Шевченко, Львовском театре Советской Армии.
В 1958 году снялась в роли Катри в фильме «Первый парень».
С 1978 года — на сцене Орловского академического драматического театра им. И. С. Тургенева.

## Театральные работы
- «Поздняя любовь» А. Н. Островского — Варвара Харитоновна
- Васса — М. Горький «Васса Железнова»
- герцогиня Мальборо — Э. Скриб «Стакан воды»
- Соня — Ф. М. Достоевский «Преступление и наказание»
- Соня — А. П. Чехов «Дядя Ваня».